# Разін Андрій Іванович
Андрі́й Іва́нович Ра́зін (15 серпня 1910 , Глинськ, Роменський повіт, Полтавська губернія, Російська імперія  — невідомо ) — український радянський діяч, військовик. Депутат Верховної Ради УРСР 1-го скликання.

## Біографія
Народився 15 серпня 1910 року в багатодітній родині селянина-бідняка в селі Глинськ, тепер Роменський район, Сумська область, Україна. Батько до 1917 року був робітником Алчевського металургійного заводу, потім повернувся до села. З дитячих років Андрій Разін наймитував, був чорноробом у місті Алчевську.
У 1925 році вступив до комсомолу. Обирався секретарем комсомольської організації села Глинськ, членом бюро районного комітету ЛКСМУ.
З 1930 року — чорнороб, токар заводу імені Ворошилова у місті Дніпропетровську. Одночасно до 1932 року навчався на вечірньому металургійному робітничому факультеті. Місяць навчався на курсах інструкторів. Потім був обраний секретарем комсомольської організації Дніпропетровського заводу імені Ворошилова.
Член ВКП(б) з вересня 1931 року.
З 1932 року — на відповідальній роботі у Дніпропетровській обласній раді профспілок: в профспілці робітників тваринницьких радгоспів.
З осені 1933 року — в Червоній армії, служив у мото-механізованих частинах, був курсантом військової школи. Після закінчення військової школи — командир танка, секретар комсомольської організації, партійний організатор військового підрозділу, політичний керівник танкової роти (яка дислокувалася у місті Кривому Розі Дніпропетровської області), секретар партійної організації, комісар батальйону РСЧА.
26 червня 1938 року обраний депутатом Верховної Ради УРСР 1-го скликання по Софіївській виборчій окрузі № 194 Дніпропетровської області.
Потім — комісар стрілецького полку, комісар відділу бронетанково-механізованих військ 22-ї армії, комісар стрілецької дивізії, начальник організаційно-інструкторського відділу Політичного управління Північно-Західного фронту, заступник командира дивізії із політичної частини, начальник політичного відділу механізованого корпусу. Учасник німецько-радянської війна. Був курсантом Вищих курсів удосконалення офіцерського складу при академії імені Сталіна. На 1945 рік — заступник командира 68-ї механізованої бригади.

## Військове звання
- батальйонний комісар
- підполковник

## Нагороди
- орден Червоного Прапора (21.02.1945)
- орден Олександра Невського (14.06.1945)
- орден Вітчизняної війни 2-го ступеня (14.06.1945)
- орден Червоної Зірки(22.02.1941)
- медалі, у тому числі медаль «За бойові заслуги»